# Перетворювач електричної енергії
Перетво́рювач електри́чної ене́ргії — електротехнічний пристрій, призначений для перетворення параметрів електричної енергії (напруги, частоти, числа фаз, форми сигналу). Для реалізації перетворювачів широко використовуються напівпровідникові прилади, тому що вони забезпечують високий ККД.
Системи живлення, окрім перетворення, часто включають резервування і регулювання напруги.
Один із способів класифікації систем перетворення енергії в залежності від того, яким є вхід і вихід: для змінного струму (англ. AC) чи для постійного струму (англ. DC), таким чином:
| - DC — DC - англ. DC to DC converter - англ. Voltage stabiliser - англ. Linear regulator - AC — DC - Випрямляч - Блок живлення - Імпульсний стабілізатор напруги | - DC — AC - Інвертор - англ. AC/AC Converter - Трансформатор - англ. Voltage converter - англ. Voltage regulator - англ. Cycloconverter - англ. Variable frequency transformer |

Існують також одно- і трифазні перетворювачі.